# ستيفن جونز (موسيقي إنجليزي)
ستيفن جونز (بالإنجليزية: Stephen Jones)‏ (16 سبتمبر 1962 في المملكة المتحدة)؛ مغني، كاتب أغاني، موسيقي وروائي بريطاني.

## روابط خارجية
- ستيفن جونز على موقع ميوزك برينز (الإنجليزية)
- ستيفن جونز على موقع ميوزك برينز (الإنجليزية)
- ستيفن جونز على موقع أول ميوزيك (الإنجليزية)
- ستيفن جونز على موقع ديسكوغز (الإنجليزية)
- ستيفن جونز على موقع ديسكوغز (الإنجليزية)